# Coopers Town
Coopers Town – miasto na Bahamach, stolica wyspy Wielkie Abaco; 8888 mieszkańców (2008) Czwarte co do wielkości miasto kraju.